# 中臣習宜阿曾麻呂
中臣習宜 阿曾麻呂（なかとみのすげ の あそまろ）は、奈良時代の貴族。氏は単に習宜とも記される。姓は朝臣。官位は従五位下・大隅守。

## 出自
中臣習宜氏は物部氏の一族で、饒速日命の孫にあたる味饒田命の後裔とする天孫系氏族。習宜の名は大和国添上郡習宜の地名に由来する。元は連姓であったが、養老3年（719年）に朝臣姓に改姓している。

## 経歴
天平神護2年（766年）従五位下に叙爵し、翌神護景雲元年（767年）に、宇佐神宮の神職団の紛争調停のために豊前介に任ぜられた。神護景雲3年（769年）9月大宰主神を務めていた際、宇佐八幡宮の神託であるとして、道鏡を皇位に就かせれば天下太平になると称徳天皇に上奏するが、和気清麻呂によって道鏡の皇嗣擁立を阻止される（宇佐八幡宮神託事件）。神護景雲4年（770年）に称徳天皇の崩御を通じて道鏡が失脚すると、阿曾麻呂は多褹嶋守に左遷された。宝亀3年（772年）4月に道鏡が没すると、6月に阿曾麻呂はかつて和気清麻呂が神託事件により流された大隅国の国司に任ぜられた。

## 官歴
『続日本紀』による。
- 時期不詳：正六位上
- 天平神護2年（766年） 6月1日：従五位下
- 神護景雲元年（767年） 9月4日：豊前介
- 神護景雲3年（769年） 9月25日：見大宰主神
- 神護景雲4年（770年） 8月21日：多褹嶋守
- 宝亀3年（772年） 6月6日：大隅守